# Mühlenkopfbacken
Mühlenkopfbacken (tyska: Mühlenkopfschanze) är en backhoppsanläggning i stadsdelen Stryck i Willingen, Hessen i Tyskland. Backen ligger i dalen söder om Stryck vid foten av berget Mühlenkopf. Backen har K-punkt 130 meter (K130) och backstorlek 145 meter (HS145). Backen är den största stora backen i världen (skidflygningsbackar inte medräknade). Ski-Club Willingen arrangerar årligen världscuptävlingar och ibland tävlingar i kontinentalcupen (COC) här.

## Historia 1920 - 2000
Redan under 1920-talet arrangerades backhoppning i Willingen i backar gjorda av snö. Heinrich Figge hoppade 15 meter i en backe vid Schmiddes Löcheken 1920. Thom Hesselberg-Berntzen, Norge hoppade 24 meter i en backe vid berget Ettelsberg 1924. Året efter byggdes den första permanenta backen i Mühlenkopf. Backen invigdes 1926 och under öppningstävlingen mätte det längsta hoppet 35 meter. Erich Recknagel bättrade backrekordet till 47 meter 1931.
1950 byggdes backen om och utvidgades till en stor backe med torn av trä. I första internationella tävling (1951) i Mühlenkopfbacken satte Sepp Weiler backrekord med 101 meter. Rekordet höll sig nästan 20 år. Under en backhoppningstävling 1954 omkom Max Höfer efter ett fall i backen. 1964 byggdes backen om och ett nytt trätorn restes. Vid sidan om stora backen byggdes också en normalbacke. Dåligt med snö i området har ofta varit ett problem. Tävlingarna i åren 1972 - 1976 på grund av lite snö. Nu er snökanoner monterade i backen.

## Efter 2000
Europacupen i backhoppning, i dag kontinentalcupen började säsongen 1981/1982 med Willingen på tävlingsprogrammet. Första världscuptävlingen i Mühlenkopfbakken arrangerades 1995. Från 1999 arrangeras världscuptävlingar i Willingen årligen. Nya ombyggningar gjordes år 2000 då trätornen på de två backarna revs och ersattes av ett torn i betong. På toppen av tornet byggdes en plattform som kallas "Örnnästet" (tyska: Adlerhorst). Adam Małysz (Polen) satte nytt backrekord i "nya" backen med 151,5 meter. K-punkten i backen ändrades från K120 till K130 2003. Officiella nuvarande backrekordet sattes av Janne Ahonen, Finland i en världscuptävling 9 januari 2005. Rekordet sattes till 152 meter även om Ernst Marpe, chef för längdmätningen hävdar att hoppet varit längre. Det elektroniska hade monterats så att längder över 152 meter inte kunde mätas. 
Backhoppsanläggningen rymmer 38 000 åskådare och är öppen för turister. En 300 meter lång bergbana går från en restaurang (som byggdes 2005) nere i åskådarområdet och upp till själva hoppet. Tävlingar kan inte arrangeras på sommaren på grund av att plastmattor saknas.
SC Willingen arrangerar också tävlingar, även sommartävlingar, i skidskytte och längdskidåkning.

## Övrigt
Mühlenkopfanläggningen används också till musikfestivaler och utomhuskonserter på sommaren.